# Botanischer Garten Darmstadt

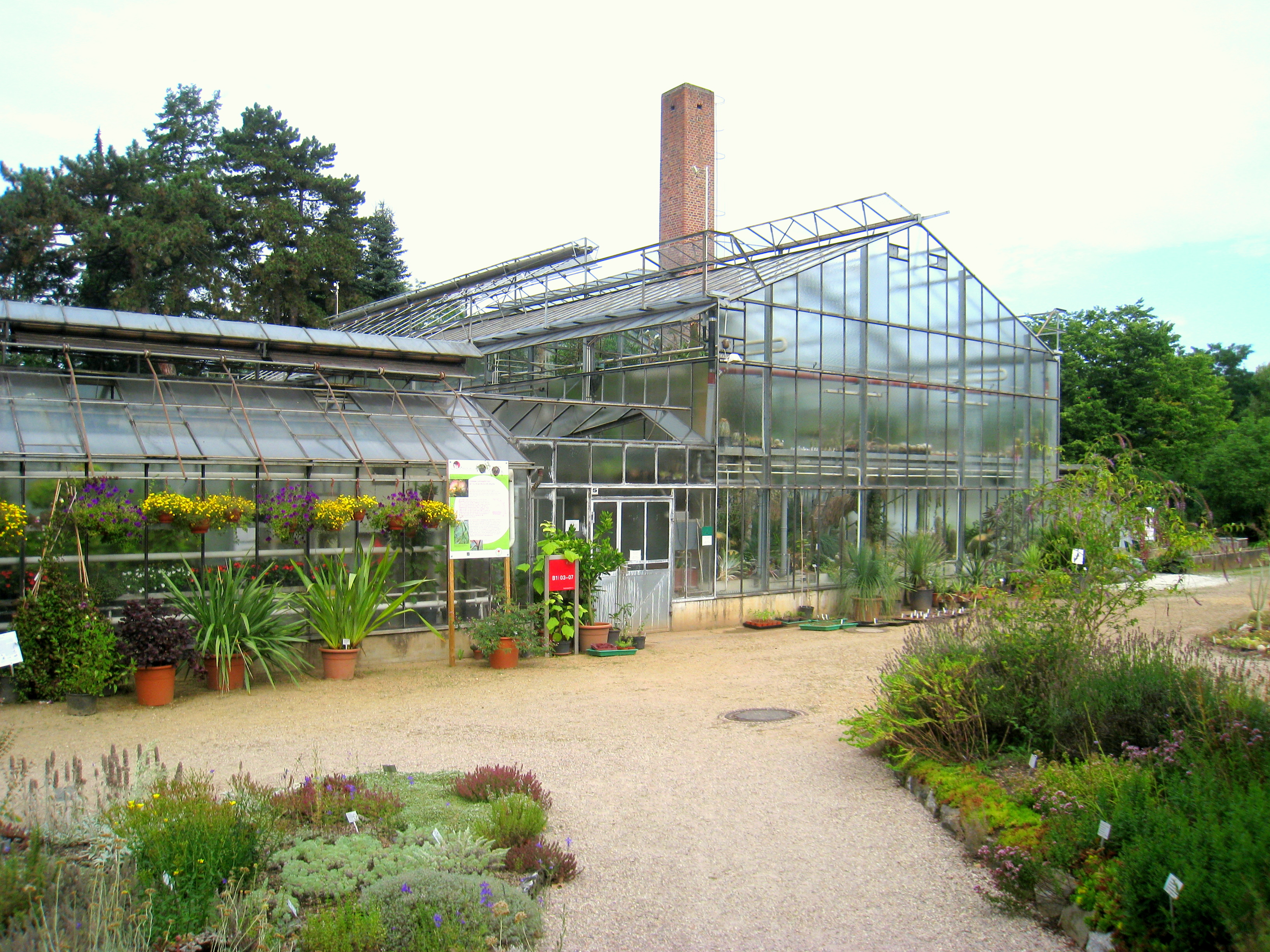
Gewächshäuser im Botanischen Garten

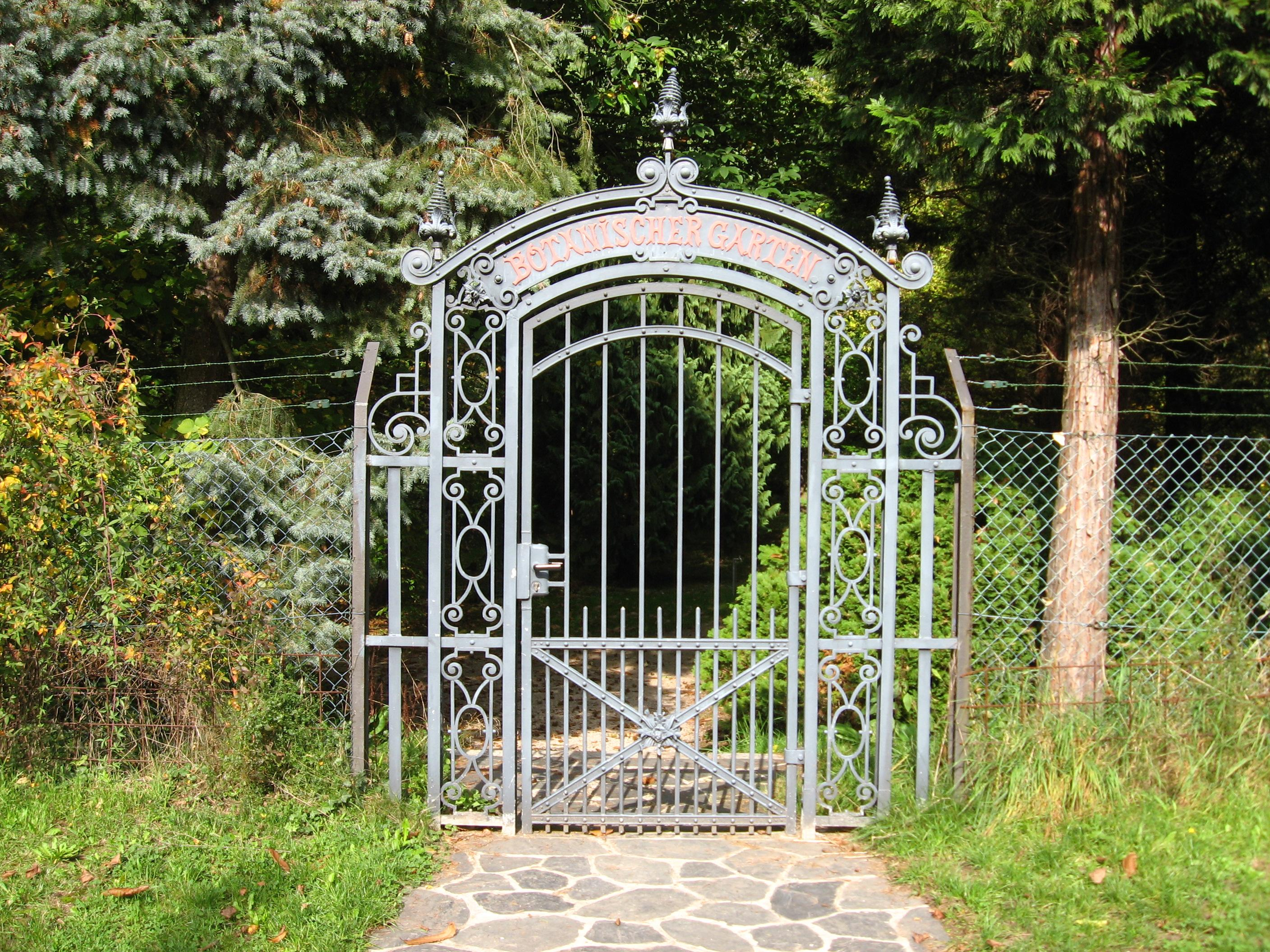
Schmiedeeisernes Eingangstor zum Garten

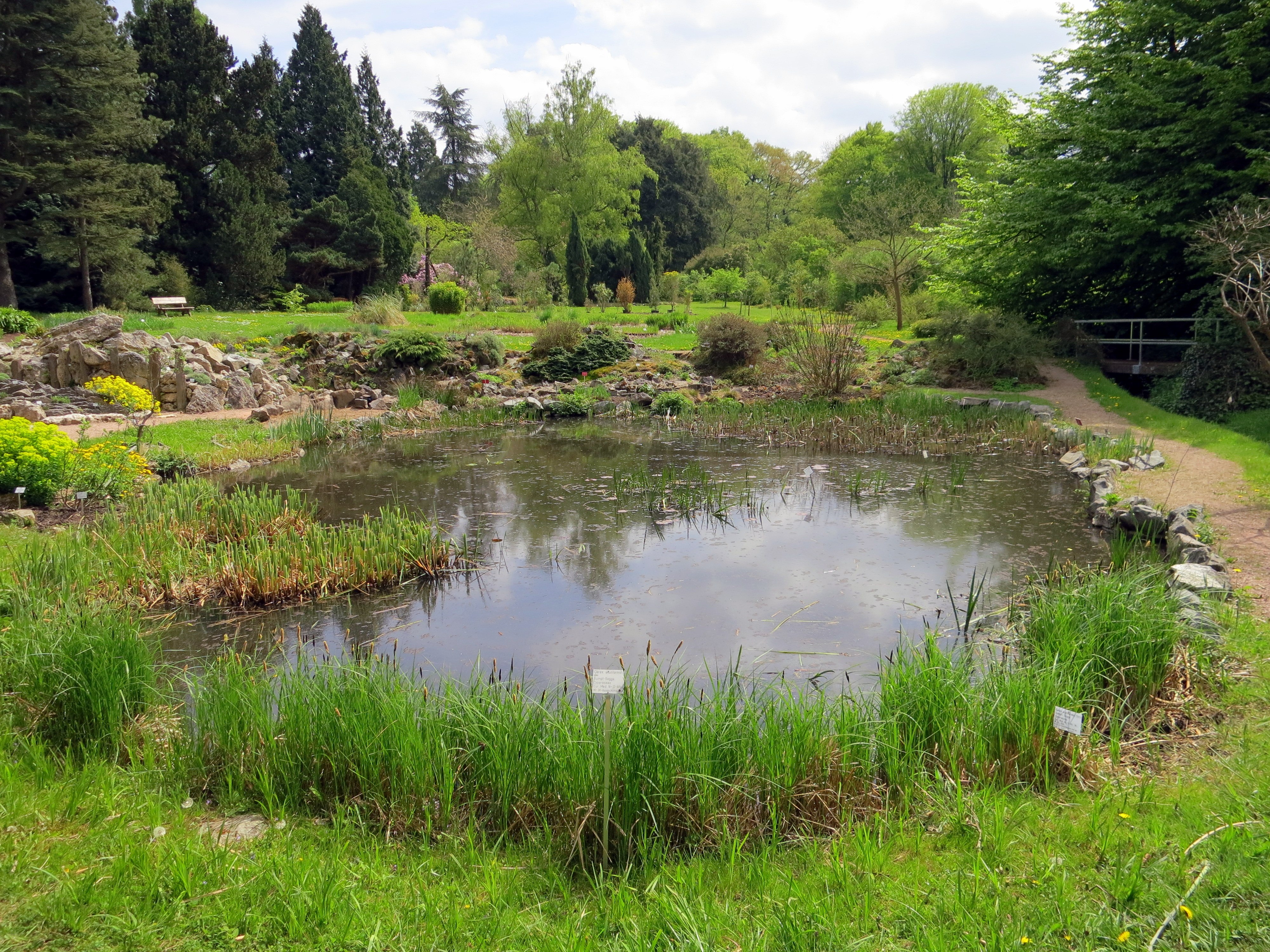
Alpinum und Teich im Botanischen Garten

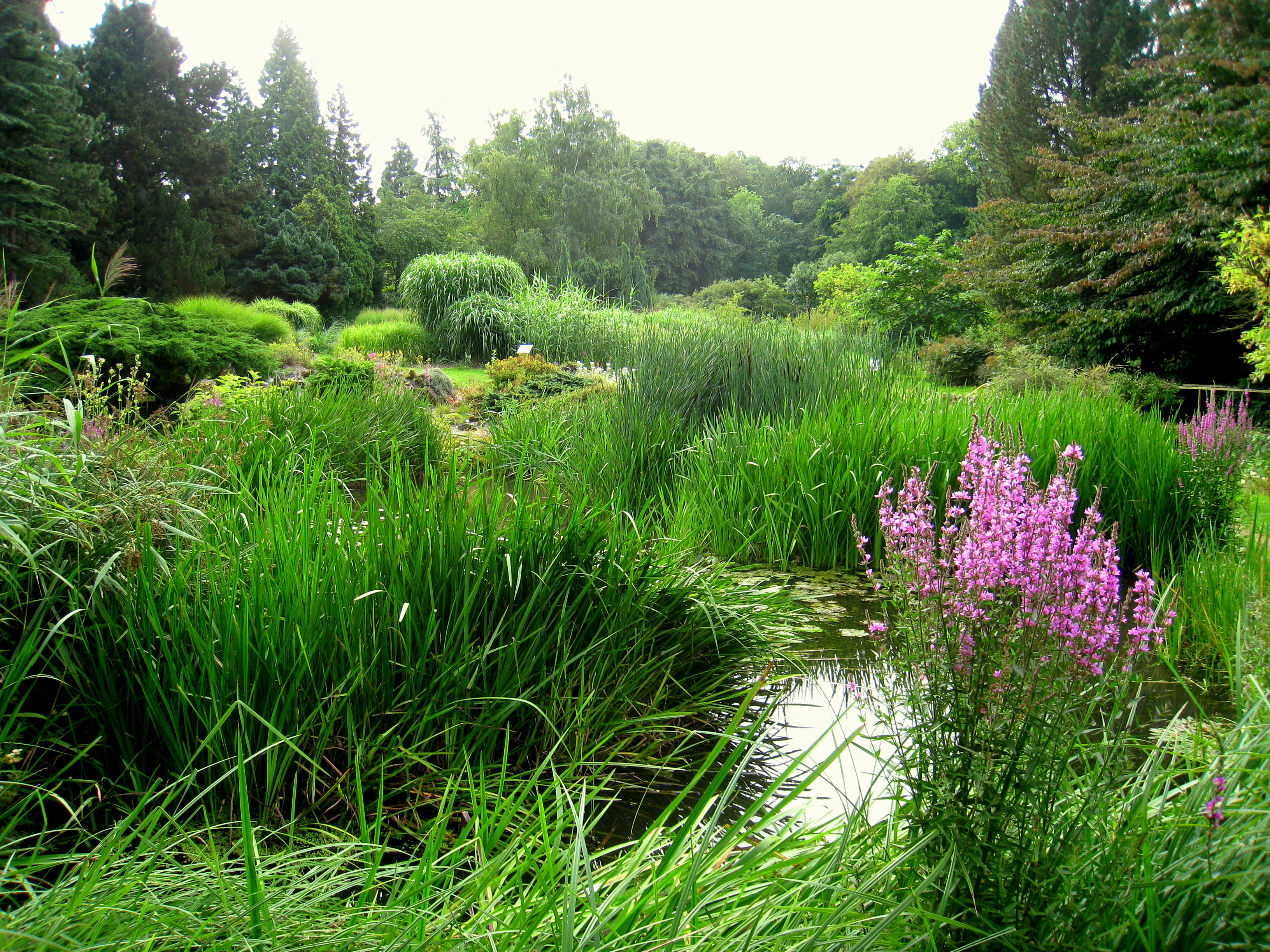
Wasser- und Feuchtbereich des Botanischen Gartens

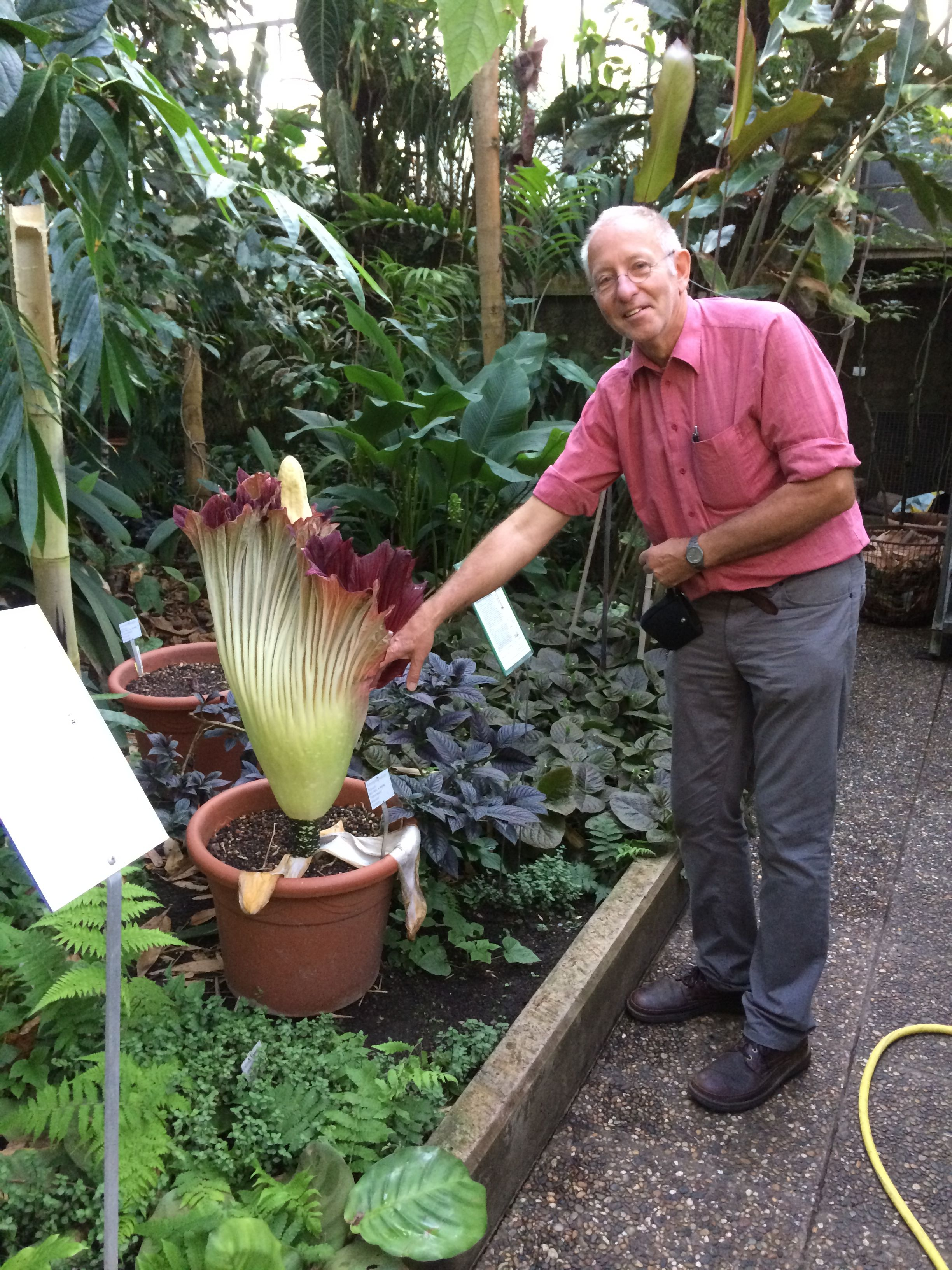
Gartendirektor Stefan Schneckenburger mit blühender Amorphophallus

Der Botanische Garten Darmstadt ist ein Botanischer Garten in der südhessischen Universitätsstadt Darmstadt. Er ist öffentlich zugänglich.

## Geschichte
Die Geschichte des Botanischen Gartens Darmstadt beginnt im Jahr 1814. Zu dieser Zeit wurde der Schlossgraben des Darmstädter Schlosses mit dem Wasser des Darmbachs und dieser aus den Abwässern der benachbarten Altstadt gespeist, was in den Sommermonaten einen unerträglichen Gestank verbreitete. Johannes Hess (1786–1837), ein auch an der Botanik interessierter großherzoglicher Baurat, schlug deshalb eine Trockenlegung und die Gründung eines botanischen Gartens auf dem neu gewonnenen Gelände vor. Am 17. Juni 1814 stimmte der Großherzog Ludwig I. von Hessen-Darmstadt den Plänen von Hess zu, dieses Datum kann als Gründungsdatum angesehen werden.
In der wissenschaftlich geplanten Anlage auf einer Fläche von ca. 1 ha wurden in erster Linie einheimische Pflanzen – vorrangig krautige Vertreter – kultiviert. Mit der gärtnerischen Pflege war zunächst der Hofgärtner Johann August Schnittspahn (1763–1842) betraut. Schon bald erwies sich die Anlage als völlig unzureichend, und so verlegte man sie 1829/30 in das Herrschaftliche Bosquett, den heutigen Herrngarten, wo der botanische Garten bis 1838 verblieb. Unter der gärtnerischen Leitung von Johann August Schnittspahn und seinem Sohn Gottfried (1790–1833) entstand in Zusammenarbeit mit Hess eine neue Anlage, die 1831 offiziell eröffnet wurde.
Im Jahre 1830 wurde Georg Friedrich Schnittspahn (1810–1865; nach ihm auch der Name der Straße am heutigen botanischen Garten), ein jüngerer Bruder Gottfrieds, zum Garteninspektor ernannt. Er war der erste Direktor des Gartens (ab 1855) und gleichzeitig Lehrer an der höheren Gewerbeschule, dem Vorläufer der heutigen Technischen Universität Darmstadt.
Nach einer erneuten Verlegung befand sich der Garten von 1838 bis 1848 am kleinen Woog in der Gegend des heutigen Mercksplatzes. 1849 folgte erneut ein Umzug: In den Jahren 1849 bis 1863 lag er in der Gegend des Wilhelminenplatzes (heute Georg-Büchner-Platz). In dieser Anlage gab es zwei Gewächshäuser, die es erstmals erlaubten, Warmhauspflanzen zu kultivieren. Dieser Garten musste 1864/65 dem Bau des Neuen Palais weichen. Seine neue Bleibe war ein Pachtgelände von einem Hektar im Meiereipark an der Frankfurter Straße (heute Schlossgartenstraße), das sich schnell als zu klein erwies.
Auf Staatskosten konnte das Grundstück der Achensmühle [benannt nach dem Kanzleirat Georg Konrad Achen (ca. 1795–1868) aus Darmstadt] östlich des Woogs an der Roßdörfer Straße erworben werden. Für das ca. 5 ha große Gelände und die Verlegung 1874 wurden 35.700 Gulden aufgewendet. Erster Direktor des neuen Gartens und Professor an der Technischen Hochschule auf dem Gebiet der Mikroskopie, der Zellen- und Gewebelehre war Leopold Dippel, dessen Interesse auch der Dendrologie galt. Im Laufe der Jahre trug er, zusammen mit dem gärtnerischen Leiter Peter Schmidt (seit 1861 Hofgartenaufseher, gest. 1888) eine heute noch bedeutsame Sammlung ausländischer Gehölze zusammen. Am 1. April 1897 wurde der Garten der Technischen Hochschule Darmstadt angegliedert. Auf Dippel folgte 1896 Heinrich Schenck als Direktor des Botanischen Gartens. Er war Direktor bis zu seinem frühen Tod 1927. Bereits 1902 wurde ein Verwaltungsgebäude von Karl Hofmann erbaut, das im Heimatstil gehalten ist. In seiner Rektoratszeit von 1909 bis 1911 entstanden neue Gewächshäuser, die 1916 noch einmal erneuert wurden.
Ein Teil der Gewächshäuser wurde 1957, 1974 und schließlich 2013 erneuert. Im Jahr 2017 stiftete der Freundeskreis des Botanischen Gartens einen neuen Info-Pavillon mit Toiletten.
Die Reihe der Garteninspektoren weist einige namhafte Persönlichkeiten auf. Nach Schmidts Tod wurde Joseph Anton Purpus (1860–1932) 1888 zum Garteninspektor ernannt. Durch ihn und seinen Bruder Carl Albert Purpus, einen berühmten Reisenden und Sammler, gelangte eine Vielzahl neuer Pflanzen in den Garten. Die Reihe der Garteninspektoren und -leiter setzte 1926 Friedrich Wilhelm Kesselring (1876–1966), ein bescheidener Mann mit umfassenden Pflanzenkenntnissen und tiefer Frömmigkeit, fort. Nach seiner Pensionierung 1947 übernahm der weit über Darmstadt hinaus bekannte Dendrologe Franz Boerner (1897–1975) das Amt. Von 1965 bis 1992 leitete Achim Ritter mit großem persönlichen Einsatz den Botanischen Garten. Von 1994 bis 2021 leitete Stefan Schneckenburger (* 1954) den Botanischen Garten sehr erfolgreich. Seit Anfang 2022 wird der Garten von Simon Poppinga geleitet.

## Veranstaltungen
Der Botanische Garten dient verschiedenen Veranstaltungen als Heimat. So findet dort seit einigen Jahren die Kunst- und Designausstellung „Art of Eden“ statt. Vereinzelt gab es Musikveranstaltungen.

## Geografische Lage
Der Botanische Garten liegt in Darmstadt-Ost nicht weit vom nördlichsten Punkt des Odenwaldes. Nördlich des Institutes hinter der B 26 befindet sich bereits der Untermain.